# جون روجرز كوكس
جون روجرز كوكس (بالإنجليزية: John Rogers Cox) هو رسام أمريكي، ولد في 24 مارس 1915 في تير هوت في الولايات المتحدة، وتوفي في 30 يناير 1990 في لويفيل في الولايات المتحدة.